# Agistemus longisetus
Agistemus longisetus är en spindeldjursart som beskrevs av Pedro C. Gonzales 1963. Agistemus longisetus ingår i släktet Agistemus och familjen Stigmaeidae. Inga underarter finns listade i Catalogue of Life.